# Aponotoreas epicrossa
Aponotoreas epicrossa là một loài bướm đêm thuộc họ Geometridae. Nó được tìm thấy ở Úc, bao gồm Tasmania.

## Hình ảnh

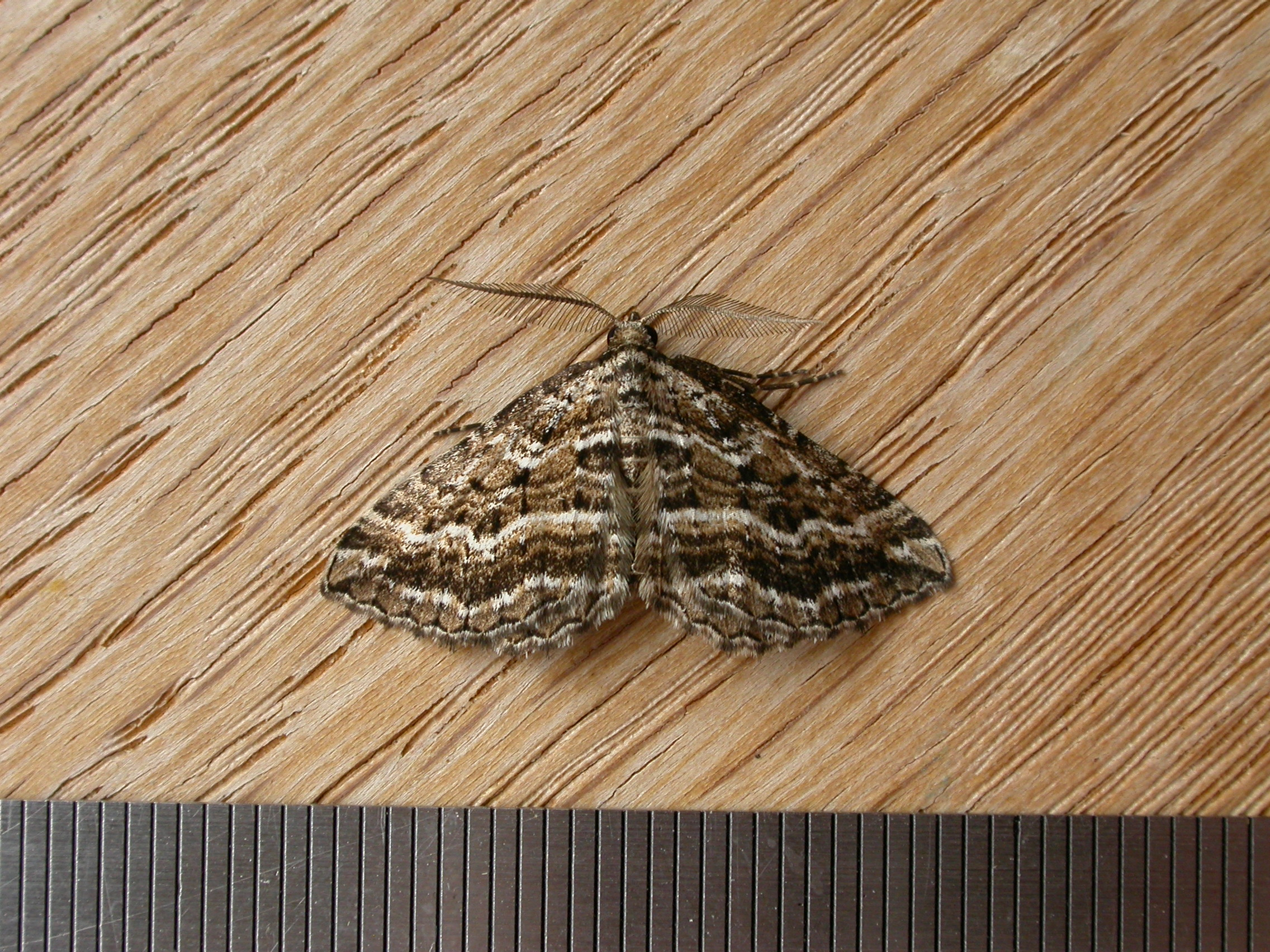